# Colegio de Arquitectos (Albacete)
El Colegio de Arquitectos es un edificio modernista del primer tercio del siglo XX situado en la ciudad española de Albacete.

## Historia
El edificio fue construido en 1925 en la calle Martínez Villena de la capital albaceteña, en pleno Centro de la ciudad, proyectado por el arquitecto Miguel Ortiz e Iribas.

## Características
El singular edificio, de estilo modernista, cuenta con unos balcones forjados y unos característicos azulejos verdes en su parte central. 
En la actualidad alberga la sede del Colegio de Arquitectos de Castilla-La Mancha en Albacete. Entre sus dependencias destaca la sala de exposiciones de su planta baja.